# Douglas Kennedy
Pour les articles homonymes, voir Douglas Kennedy (homonymie) et Kennedy.
Œuvres principales
- Cul de sac
- L'Homme qui voulait vivre sa vie
- Quitter le monde

Compléments
Douglas Kennedy, né le 1er janvier 1955 à New York, est un écrivain américain qui décrit de manière très acerbe certains aspects des États-Unis. Il dénonce notamment leur puritanisme.

## Biographie

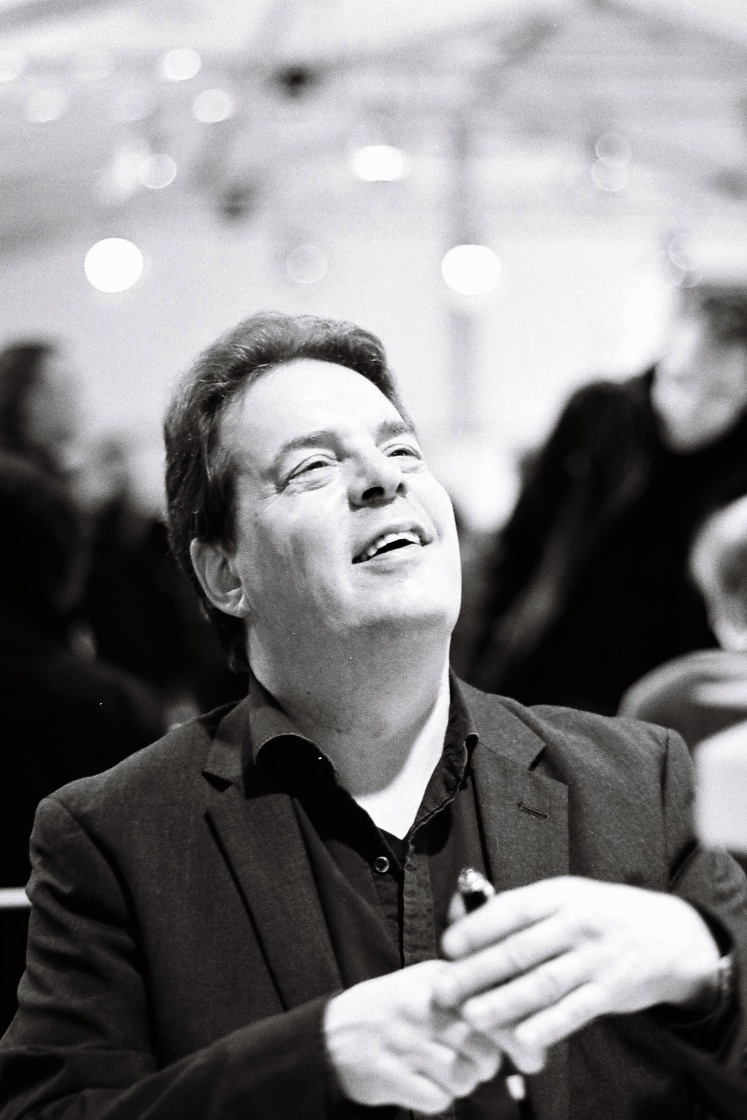
Douglas Kennedy au salon du livre Radio France en 2011.

Douglas Kennedy grandit dans le quartier aisé de l'Upper West Side, fils d'un père courtier en bourse et d'une mère assistante de production à la chaîne de télévision NBC.
Il étudie à la Collegiate School (en) (le plus vieux lycée de New York) et au Bowdoin College dans l'État du Maine, avant de partir un an au Trinity College de Dublin en 1974.
De retour à New York, il devient régisseur dans des théâtres de Broadway. En mars 1977, entre deux productions, il décide de partir à Dublin pour rendre visite à des amis. Il restera en Europe.
À Dublin, il devient cofondateur d’une compagnie de théâtre. Il rejoint ensuite le National Theatre of Ireland en tant qu’administrateur de la branche expérimentale. Il y passe cinq années (1978-1983), pendant lesquelles il commence à écrire, la nuit. En 1980, il vend sa première pièce à la chaîne de radio britannique BBC Radio 4. La pièce est aussi diffusée en Irlande et en Australie. Suivent deux autres pièces radiophoniques, également diffusées sur Radio 4.
En 1983, il démissionne de son poste au National Theatre of Ireland pour se consacrer exclusivement à l’écriture. Pour survivre, il devient journaliste indépendant, notamment pour The Irish Times où il tient une rubrique de 1984 à 1986. En 1986, sa première pièce pour la scène est un échec désastreux, tant critique que public. Peu de temps après, l’Irish Times supprime sa rubrique.
En mars 1988, il emménage à Londres, au moment où son premier livre, un récit de voyage (Au-delà des pyramides) est publié. Deux autres suivront. Ces trois livres reçoivent un très bon accueil critique. Parallèlement, sa carrière de journaliste indépendant connaît également un essor.
En 1994 paraît son premier roman, Cul-de-sac. En 1997, il est porté à l’écran par Stephan Elliott, le réalisateur de Priscilla, folle du désert.
Son deuxième roman, L'Homme qui voulait vivre sa vie, connaît un succès international. Il est traduit en seize langues et fait partie de la liste des meilleures ventes.
Son troisième roman, Les Désarrois de Ned Allen, est aussi un best-seller et un succès critique, traduit en quatorze langues.
La Poursuite du bonheur marque un changement radical. Après trois romans que l’on pourrait décrire comme des thrillers psychologiques, il opte pour une histoire d’amour tragique. Il reçoit un excellent accueil critique.
Suivent Une relation dangereuse (Belfond, 2003) et Au pays de Dieu (Belfond, 2004).
Parfaitement francophone, Douglas Kennedy vit entre Londres, Paris, Berlin et Wiscasset dans l’État du Maine, où il a acheté une maison. Il a été marié, de 1985 à 2009, à Grace Carley, rencontrée à cause d'un taxi raté, conseillère politique au Royaume-Uni, au ministère de la Culture. Ils ont deux enfants.

## Analyse de l'œuvre
L'attrait des romans de Douglas Kennedy, outre leur suspense et la vérité de leurs personnages, réside surtout dans leur éternel questionnement, que ce soit sur l'Amérique bien-pensante, sur l'humanité, sur les relations entre hommes et femmes, ou encore sur l'art. Dans L'Homme qui voulait vivre sa vie et La Poursuite du bonheur, il pose des questions profondes sur le métier d'écrivain ou celui de photographe, et plus généralement sur le lien entre l'art et l'artiste, entre sa création, son don de soi, et les mensonges et douleurs qui en découlent. Il y a plus chez Douglas Kennedy que le simple roman à suspense ou le roman d'amour. C'est au fond des mots que Douglas Kennedy entraîne son lecteur avec lui. Un grand auteur moderne, qui ne renie pas son passé, qui garde au fond de lui ses origines, mais qui ne s'illusionne pas sur l'humanité. De l'art de voir l'être humain beau dans sa réalité, avec ses défauts, ses désarrois, ses charmes, ses bonheurs et ses malheurs.
« La géographie modèle notre état d'esprit », écrivait Douglas Kennedy, en préambule d'un carnet de voyage littéraire publié dans Le Figaro Magazine, à l'été 2011. Avec une superficie de près de dix millions de kilomètres carrés, dans cette immensité qui, des confins arctiques de l'Alaska aux forêts de séquoias géants de Californie, ne se définit qu'au superlatif, les États-Unis pouvaient-ils échapper à la folie des grandeurs ? Pour Kennedy, une chose est sûre, c'est sur la route, celle où Jack Kerouac situe la vie, que l'âme des États-Unis s'est forgée et qu'il faut aller la chercher.

« Ce qui m'intéresse en tant que romancier, c'est d'utiliser les villes comme des personnages et d'y découvrir les frontières visibles ou invisibles qui les traversent.

 Tous mes romans ont pour thème le gouffre qui existe entre la mentalité américaine et européenne.

Dans mes livres, je rôde toujours autour de l'idée que chaque homme est très doué pour construire sa propre prison, le mariage étant la prison la plus commune. Le couple rongé par le sentiment confus de culpabilité est l'un de mes thèmes obsessionnels.

Tous mes romans ont été traduits en dix-huit langues, mais je n'ai plus d'éditeur dans mon propre pays. C'est bien sûr pour moi une blessure.

Je critique dans mes livres la société américaine mais, par les thèmes de mes romans, j'appartiens au fond totalement à cette société. »

## Récompenses et décorations
- 1998 : WH Smith Literary Award pour L'Homme qui voulait vivre sa vie.
- 2003 : Prix littéraire Lucien Barrière du Festival du cinéma américain de Deauville pour Rien ne va plus (Belfond, 2002)[4].
- 2006 : Chevalier des Arts et des Lettres.
- 2009 : Grand Prix du Figaro Magazine, décerné à Douglas Kennedy pour l'ensemble de son œuvre, à l'occasion des 25 ans de la Fête du Livre du Figaro Magazine.

## Prix Douglas-Kennedy
Douglas Kennedy parraine le Prix VSD RTL, dans la catégorie "Meilleur thriller étranger", depuis sa création en 2017. Le jury est composé de Douglas Kennedy, Bernard Lehut (RTL), Marc Dolisi, François Julien (VSD) et de l'équipe éditoriale de Hugo Thriller. Ce prix porte aussi le nom de Prix Douglas-Kennedy. La catégorie "Meilleur thriller français" est présidée par Michel Bussi.
- 2017 : Notre petit secret (Our Little Secret, 2017) / Roz Nay ; trad. Vincent Guilluy. Paris : Hugo Thriller, 05/2017, 270 p.  (ISBN 978-2-7556-3341-2). Rééd. Hugo Poche Suspense no 162, 10/2019, 299 p.  (ISBN 978-2-7556-4445-6)
- 2018 : Innocente (The Innocent Wife, 2018) / Amy Lloyd ; trad. Tanguy Blum. Paris : Hugo Thriller, 03/2018, 393 p.  (ISBN 978-2-7556-3691-8). Rééd. Le Livre de poche Thriller no 35314, 09/2019, 413 p.  (ISBN 978-2-253-01450-8)
- 2019 : Le Livre des choses cachées (The Book of Hidden Things, 2018) / Francesco Dimitri ; trad. Charles Recoursé. Paris : Hugo Thriller, 04/2019, 379 p.  (ISBN 978-2-7556-4121-9). Rééd. Gallimard, coll. "Folio policier" no 912, 04/2020, 389 p.  (ISBN 978-2-07-286229-8)
- 2020 : Bienvenue à Gomorrhe  (This is Gomorrah, 2019) / Tom Chatfield ; trad. Valéry Lamaignère. Paris : Hugo Thriller, 10/2020, 473 p.  (ISBN 978-2-7556-4357-2). Rééd. Hugo Poche Suspense no 404, 03/2022, 542 p.  (ISBN 978-2-7556-9417-8)
- 2021 : Nous étions les reines (The Girls Are All Si Nice Here, 2021) / Laurie Elisabeth Flynn ; trad. Caroline Lavoie. Paris : Hugo Thriller, 09/2021, 426 p.  (ISBN 978-2-755689-45-7)

## Œuvres

### Récits

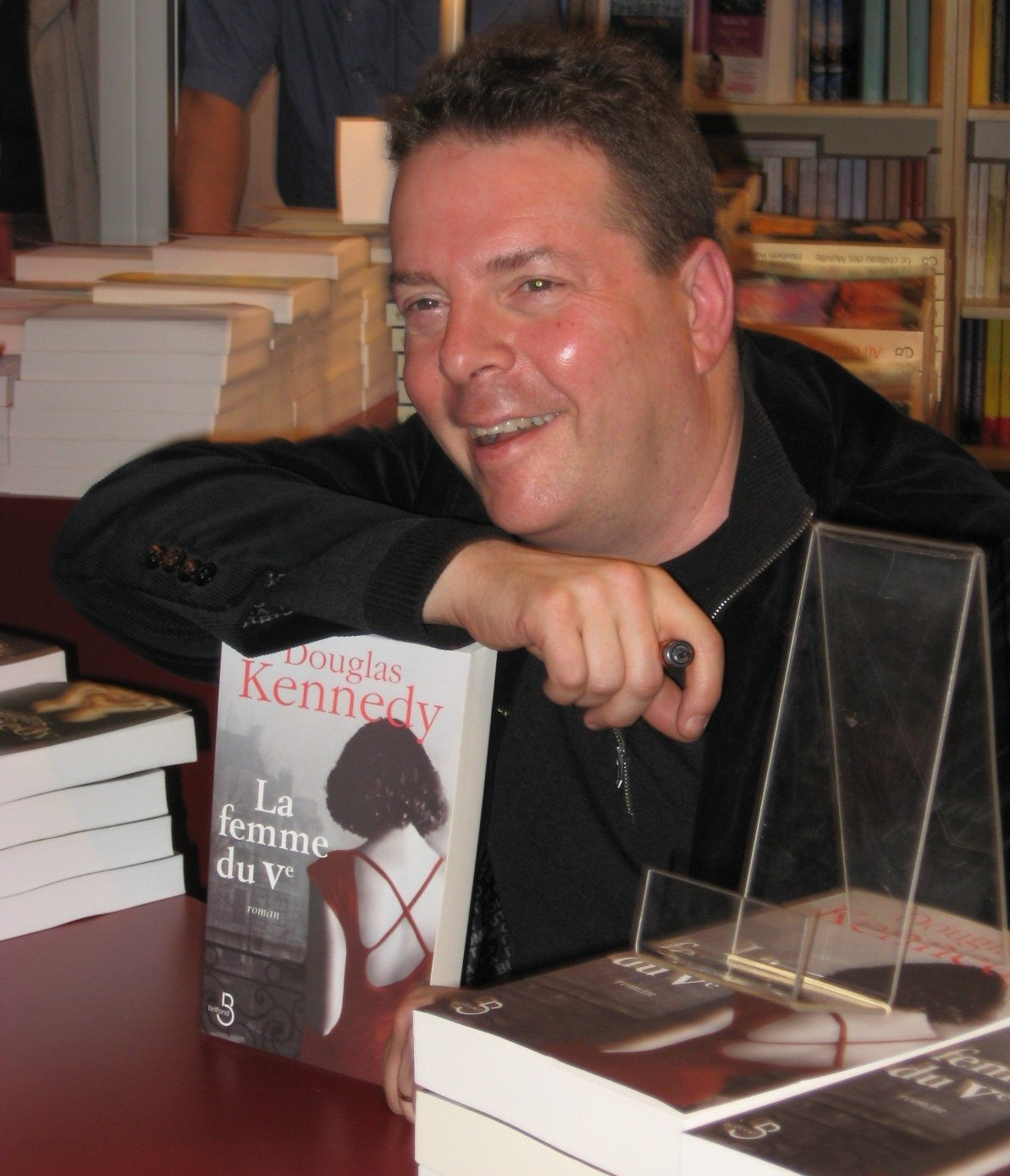
Douglas Kennedy au Salon du livre de Paris en 2008.

- Beyond the Pyramids : Travels in Egypt (Londres : Unwin Hyman, 1988) Traduit en français sous le titre Au-delà des pyramides (traduction de Bernard Cohen), Belfond, 2010, 310 p. (ISBN 978-2-7144-4465-3), rééd. Pocket no 14561, 2011, 370 p.  (ISBN 978-2-266-21056-0)

- In God's Country : Travels in the Bible Belt, USA (Londres : Unwin Hyman, 1989) Traduit en français sous le titre Au pays de Dieu (traduction de Bernard Cohen), Belfond, 2004, 329 p.  (ISBN 2-7144-4108-4), rééd. Pocket no 12622, 2006, 340 p.  (ISBN 2-266-15464-8)

- Chasing Mammon : Travels in the Pursuit of Money (Londres : Harper Collins, 1992) Traduit en français sous le titre Combien ? (traduction de Bernard Cohen), Belfond, 2012, 312 p.  (ISBN 978-2-7144-5077-7), rééd. Pocket no 15515, 2013, 290 p.  (ISBN 978-2-266-23678-2)

- The Institution (Londres : Little, Brown & Company, 1997) Inédit en France

- All the big questions, with no attempt at any answers : thoughts, musings and the occasional idea about so much life can throw at you Traduit en français sous le titre Toutes ces grandes questions (sans réponse) (traduction de Bernard Cohen), Belfond, oct. 2016, 336 p.  (ISBN 978-2-7144-4956-6), rééd. Pocket no 17031, 10/2017, 290 p.  (ISBN 978-2-266-27831-7)

### Romans
- The Dead Heart (Londres : Little, Brown & Company, 1994) Traduit en français sous le titre Cul de sac (traduction de Catherine Cheval), Gallimard, 1997, 260 p.  (ISBN 2-07-049649-X), rééd. sous le titre Piège nuptial, nouvelle traduction de Bernard Cohen, Belfond, 2008, 265 p.  (ISBN 978-2-7144-4502-5), rééd. Pocket no 14020, 2009, 250 p.  (ISBN 978-2-266-19282-8)

- The Big Picture (Londres : Little, Brown & Company, 1997 • New York : Hyperion, 1997) Traduit en français sous le titre L'Homme qui voulait vivre sa vie (traduction de Bernard Cohen), Belfond, 1998, 353 p.  (ISBN 2-7144-3535-1), rééd. Pocket no 10571, 1999, 496 p.  (ISBN 2-266-08798-3)

- The Job (Londres : Little, Brown & Company, 1998 • New York, Hyperion, 1998) Traduit en français sous le titre Les Désarrois de Ned Allen (traduction de Bernard Cohen), Belfond, 1999, 379 p.   (ISBN 2-7144-3636-6), rééd. Pocket no 10917, 2000, 528 p.  (ISBN 2-266-10028-9)

- The Pursuit of Happiness (Londres : Hutchinson, 2001) Traduit en français sous le titre La Poursuite du bonheur (traduction de Bernard Cohen), Belfond, 2001, 577 p.  (ISBN 2-7144-3774-5), rééd. Pocket no 11687, 2003, 773 p.  (ISBN 2-266-12514-1)

- Losing It (2002) / Temptation (Londres : Hutchinson, 2006) Traduit en français sous le titre Rien ne va plus (traduction de Bernard Cohen), Belfond, 2002, 393 p.  (ISBN 2-7144-3938-1), rééd. Pocket no 11971, 2004, 442 p.  (ISBN 2-266-13399-3)

- A Special Relationship (Londres : Hutchinson, 2003) Traduit en français sous le titre Une relation dangereuse (traduction de Bernard Cohen), Belfond, 2003, 405 p.  (ISBN 2-7144-4010-X), rééd. Pocket no 12292, 2005, 533 p.  (ISBN 2-266-14585-1)

- State of the Union (Londres : Hutchinson, 2005) Traduit en français sous le titre Les Charmes discrets de la vie conjugale (traduction de Bernard Cohen), Belfond, 2005, 525 p.  (ISBN 2-7144-4106-8), rééd. Pocket no 12292, 2007, 599 p.  (ISBN 2-266-16300-0)

- The Woman in the Fifth (Londres : Hutchinson, 2007) Traduit en français sous le titre La Femme du Ve (traduction de Bernard Cohen), Belfond, 2007, 377 p.  (ISBN 978-2-7144-4190-4), rééd. Pocket no 13573, 2008, 408 p.  (ISBN 978-2-266-17976-8)

- Leaving the World (Londres : Hutchinson, 2009) Traduit en français sous le titre Quitter le monde (traduction de Bernard Cohen), Belfond, 2009, 512 p.  (ISBN 978-2-7144-4259-8), rééd. Pocket no 14281, 2010, 599 p.  (ISBN 978-2-266-19996-4)

- The Moment (Londres : Hutchinson, 2011) Traduit en français sous le titre Cet instant-là (traduction de Bernard Cohen), Belfond, 2011, 491 p.  (ISBN 978-2-7144-4398-4), rééd. Pocket no 15177, 2013, 704 p.  (ISBN 978-2-266-22738-4)

- Five days (New York : Atria Books, 2013) Traduit en français sous le titre Cinq jours (traduction de Bernard Cohen), Belfond, 2013, 252 p.  (ISBN 978-2-7144-4398-4), rééd. Pocket no 15754, 2014, 439 p.  (ISBN 978-2-266-24459-6)

- The Heat of Betrayal (Londres : Hutchinson, 2015) / The Blue Hour (New York : Atria Books, 2016) Traduit en français sous le titre Mirage (traduction de Bernard Cohen), Belfond, 2015, 550 p.  (ISBN 978-2-7144-4637-4), rééd. Pocket no 16559, 2016, 448 p.  (ISBN 978-2-266-26525-6)

- The Great Wide Open Traduit en français sous le titre La Symphonie du hasard - Livre 1 (traduction de Chloé Royer), Belfond, 2017, 384 p.  (ISBN 978-2-714-47403-2) ; rééd. Pocket n° 17293, 10/2018, 403 p.  (ISBN 978-2-266-28672-5) Traduit en français sous le titre La Symphonie du hasard - Livre 2 (traduction de Chloé Royer), Belfond, 2018, 336 p.  (ISBN 978-2-714-44638-1) ; rééd. Pocket n° 17430, 362 p.  (ISBN 978-2-266-29157-6) Traduit en français sous le titre La Symphonie du hasard - Livre 3 (traduction de Chloé Royer), Belfond, 2018, 400 p.  (ISBN 978-2-714-47404-9) ; rééd. Pocket n° 17431, 470 p.  (ISBN 978-2-266-29158-3)

- Isabelle in the Afternoon (Londres : Random House, 2020) Traduit en français sous le titre Isabelle, l'après-midi (traduction de Chloé Royer), Belfond, 2020, 312 p.  (ISBN 978-2-714-47405-6), rééd. Pocket no 18174, 2014, 384 p.  (ISBN 978-2-266-31557-9)

- Afraid of the Light (New York : Hutchinson, 2021) Traduit en français sous le titre Les Hommes ont peur de la lumière (traduction de Chloé Royer), Belfond, 2022, 255 p.  (ISBN 978-2-714-47406-3)

- FlyoverNon publié en anglais à ce jour. Traduit en français par Chloé Royer sous le titre Et c'est ainsi que nous vivrons, Belfond, 2023, 338 p.  (ISBN 9782714493231)

### Recueils de nouvelles
- Murmurer à l'oreille des femmes (recueil de douze nouvelles) Traduction de Bernard Cohen. Paris : Belfond, 2014, 247 p.  (ISBN 978-2-7144-5663-2) ; rééd. Pocket no 16045, 2015, 242 p.  (ISBN 978-2-266-25226-3). Édition enrichie de deux nouvelles inédites ; Carrières-sur-Seine : À vue d'œil, coll. "18-19", 09/2017, 384 p.  (ISBN 979-10-269-0142-6)
- The Pick-up = Drôle de drague. Hit and run = Délit de fuite (recueil de deux nouvelles bilingue) Traduction de Michel Marcheteau et Michel Savio, Pocket, coll. "Les langues pour tous. Bilingue" no 12799, 2016.  (ISBN 978-2-266-27097-7). Édition bilingue français-anglais.
- Tu peux tout me dire, dans le recueil collectif 13 à table ! 2016.Traduction de Bernard Cohen. Paris : Pocket n° 16479, 11/2015, 283 p.  (ISBN 978-2-266-26373-3)

### Romans pour la jeunesse
1. Les Fabuleuses Aventures d'Aurore / Douglas Kennedy ; illustrations Joann Sfar ; trad. Catherine Nabokov. Paris : PKJ, 03/2019, 230 P.  (ISBN 978-2-266-29036-4). Rééd. hardcover, 10/2019.  (ISBN 978-2-266-29931-2)
2. Aurore et le mystère de la chambre secrète / Douglas Kennedy ; illustrations Joann Sfar ; trad. Catherine Nabokov. Paris : PKJ, 01/2020, 315 P.  (ISBN 978-2-266-29037-1)

### Compilations
- Des héros ordinaires : romans (vol. 1). Paris : Omnibus, 05/2015, VIII-1232 p.  (ISBN 978-2-258-11722-8). Réunit : L'Homme qui voulait vivre sa vie, Les Désarrois de Ned Allen, Rien ne va plus et Piège nuptial.
- Mes héroïnes (vol. 2). Paris : Omnibus, 10/2015, VII-1365 p.  (ISBN 978-2-258-11817-1). Réunit : La Poursuite du bonheur, Une relation dangereuse, Les Charmes discrets de la vie conjugale.
- Les Fantômes du passé (vol. 3). Paris : Omnibus, 2016, VIII-1234 p.  (ISBN 978-2-258-11819-5). Réunit : La Femme du Ve, Quitter le monde, Cet instant-là.

### Préfaces
- La Fenêtre panoramique / Richard Yates ; traduit de l'anglais (États-Unis) par Robert Latour ; préface de Douglas Kennedy. Paris : Robert Laffont, coll. "Pavillons poche", 11/2017, 544 p.  (ISBN 978-2-221-20329-3)
- À toute berzingue / Kenneth Cook ; traduit de l'anglais (Australie) par Mireille Vignol ; préface de Douglas Kennedy. Paris : Autrement, 02/2016, 229 p.  (ISBN 978-2-7467-4307-6) ; rééd. J'ai lu, 02/2017, 189 p.  (ISBN 978-2-290-13732-1)
- Merci Paris ! : 20 écrivains amoureux de leur quartier / sous la direction de Gérard Mordillat ; préface de Douglas Kennedy. Paris : Tallandier, 10/2017, 333 p.  (ISBN 979-10-210-2747-3)
- Des villes et des hommes : regard sur la collection Florence et Damien Bachelot / texte Douglas Kennedy ; sous la direction de Françoise Docquiert, Ricardo Vazquez ; traduction Valérie Le Plouhinec, Christine Schultz-Touge. Paris : Clémentine de La Féronnière, 02/2018, 128 p.  (ISBN 979-10-96575-06-0). Catalogue de l'exposition, Toulon, HDA-Var, Centre d'art du département du Var, 10 février au 22 avril 2018.
- Tout Maigret (Volume 4) / Georges Simenon ; préface de Douglas Kennedy ; notes de Michel Carly. Paris : Omnibus, 02/2019, 1305 p.  (ISBN 978-2-258-15045-4)

### Éditions spéciales
Gros caractères
- Une relation dangereuse, Le Mans, Libra diffusio, 2005, 507 p.,  (ISBN 2-84492-171-X)
- Les Charmes discrets de la vie conjugale, Cergy-Pontoise, À vue d’œil, 2006, 2 vol. (876 p.) (Zoom).  (ISBN 2-84666-295-9)
- La Femme du Ve, Cergy-Pontoise, À vue d’œil, 2008, 504 p. (Roman).  (ISBN 978-2-84666-386-1)
- L'Homme qui voulait vivre sa vie, Le Mans, Libra diffusio, 2009, 560 p.  (ISBN 978-2-84492-344-8)
- Piège nuptial, Cergy-Pontoise, À vue d’œil, mai 2009, 338 p. (16-17).  (ISBN 978-2-84666-490-5)
- Au-delà des pyramides, Le Mans, Libra diffusio, 2011, 380 p.,  (ISBN 978-2-84492-455-1)
- Cet instant-là, Cergy-Pontoise, À vue d’œil, mai 2012, 2 vol. (462, 440 p.) (16-17).  (ISBN 978-2-84666-696-1)
- Murmurer à l'oreille des femmes, Cergy-Pontoise, À vue d’œil, 09/2017, 384  p.) (20).  (ISBN 979-10-269-0142-6)
- La Symphonie du hasard (vol. 1), Carrières-sur-Seine : À vue d’œil, coll. "16", 02/2018, 568  p.  (ISBN 979-10-269-0202-7)
- La Symphonie du hasard (vol. 2), Carrières-sur-Seine : À vue d’œil, coll. "16", 06/2018, 520  p.  (ISBN 979-10-269-0244-7)
- La Symphonie du hasard (vol. 3), Carrières-sur-Seine : À vue d’œil, coll. "16", 10/2018, 656  p.  (ISBN 979-10-269-0281-2)
- Rien ne va plus. Paris : Retrouvées, coll. "Lire en grand", 02/2020.  (ISBN 978-2-36559-237-6)

Textes lus
- La Femme du Ve, texte intégral lu par Jean-Marc Delhausse, Vanves, Audiolib, 2008.  (ISBN 978-235641006-1). 1 disque-compact (10h30). Format MP3
- Piège nuptial, texte lu par Tony Joudrier, Vanves, Audiolib, 2009.  (ISBN 978-2-35641-049-8) disque-compact (10 h). Format MP3
- Quitter le monde, texte lu par Isabelle Miller, Vanves : Audiolib, juin 2009.  (ISBN 978-2-35641-078-8) disques-compacts (19 h). Format MP3
- Cet instant-là, texte lu par Philippe Résimont et Marcha Van Boven. Vanves : Audiolib, octobre 2011.  (ISBN 978-2-35641-407-6). 2 disques-compacts (22 h). Format MP3
- Cinq jours, texte lu par Rafaèle Moutier. Vanves : Audiolib, 2013.  (ISBN 978-2-35641-636-0). 2 disques-compacts (12 h 50). Format MP3
- La Symphonie du hasard (vol. 1), texte lu par Ingrid Donnadieu. Paris : Audiolib, 02/2018.  (ISBN 978-2-36762-438-9). 1 disque compact audio (8 h 48 min). Format MP3
- Toutes ces grandes questions sans réponse, texte lu par Frédéric Roudier. Paris : Thélème, coll. "Littérature", 06/2018.  (ISBN 979-10-256-0366-6). 1 disque compact audio (10 h 12 min). Format MP3
- La Symphonie du hasard (vol. 2), texte lu par Ingrid Donnadieu. Paris : Audiolib, 07/2018.  (ISBN 978-2-36762-578-2). 1 disque compact audio (7 h 52 min). Format MP3
- La Poursuite du bonheur, texte lu par Catherine Arondel. Paris : Lizzie, 02/2019.  (ISBN 979-10-366-0266-5). 2 disques compact audio (20 h 21 min). Format MP3
- Les Charmes discrets de la vie conjugale, texte lu par Julie Pouillon. Paris : Lizzie, 03/2019.  (ISBN 979-10-366-0276-4). 1 disque compact audio (15 h 54 min). Format MP3
- La Symphonie du hasard (vol. 3), texte lu par Ingrid Donnadieu. Paris : Audiolib, 04/2019.  (ISBN 978-2-36762-579-9). 1 disque compact audio (10 h 31 min). Format MP3
- Une relation dangereuse, texte lu par Laure Filiu. Paris : Lizzie, 05/2019.  (ISBN 979-10-366-0361-7). 2 disques compact audio (15 h 04 min). Format MP3
- Les Désarrois de Ned Allen, texte lu par Laure Filiu. Paris : Lizzie, 09/2019.  (ISBN 979-10-366-0360-0). 2 disques compact audio (13 h 05 min). Format MP3
- L'Homme qui voulait vivre sa vie. Paris : Lizzie, 04/2020.  (ISBN 979-10-366-0636-6). 1 disque compact audio. Format MP3

## Adaptations de son œuvre

### Au cinéma
- 1997 : Bienvenue à Woop Woop (Welcome to Woop Woop), film australo-britannique de Stephan Elliott, d'après Cul de sac, avec Johnathon Schaech.
- 2010 : L'Homme qui voulait vivre sa vie, film français de Éric Lartigau, avec Catherine Deneuve, Marina Foïs, Romain Duris et Niels Arestrup.
- 2011 : La Femme du Ve, film franco-britannico-polonais de Paweł Pawlikowski, avec Kristin Scott-Thomas et Ethan Hawke.

### À la télévision
- 2014 : adaptation pour TF1 de La Poursuite du bonheur et Une relation dangereuse par Sydney Gallonde[7].

### En bande dessinée
- 2024 : adaptation en bande dessinée de La Poursuite du bonheur par Cyril Bonin[8].